# 龍橋 (橋)

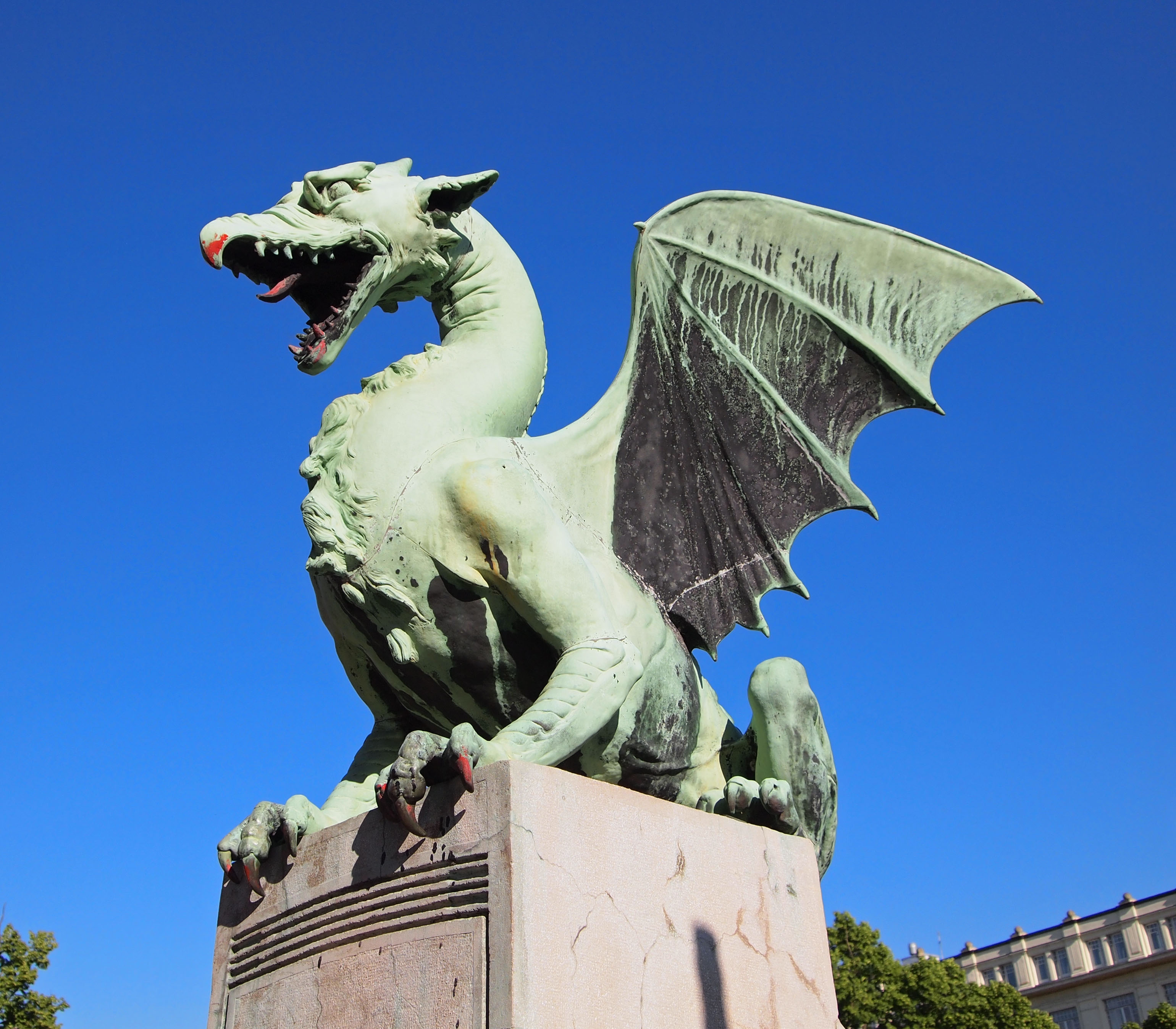

龍橋，是位於斯洛維尼亞首都盧比安納市中心的一座橋樑。龍是盧比安納的象徵。這座橋原址出曾有一座橋樑，後因地震被毀。龍橋是盧比安納首座鋼筋混凝土橋樑。1901年竣工時曾名為祝賀橋。後因橋上有龍的裝飾而被通稱為龍橋。